# Telchines henrici
Telchines henrici är en fjärilsart som beskrevs av Pieter Cornelius Tobias Snellen 1889. Telchines henrici ingår i släktet Telchines och familjen Thyrididae. Inga underarter finns listade i Catalogue of Life.